# Mối quan tâm xuyên suốt
Trong phát triển phần mềm hướng khía cạnh, những mối quan tâm xuyên suốt (tiếng Anh: cross-cutting concerns) là những khía cạnh của một chương trình mà ảnh hưởng đến các mối quan tâm khác. Những mối quan tâm này thường không thể bị tách rời khỏi phần còn lại của hệ thống trong cả thiết kế và hiện thực, và có thể gây ra sự phân tán (trùng lặp mã), rối tung (các mối quan hệ đáng kể giữa các hệ thống), hay cả hai.